# Torneo Clausura 2014 (El Salvador)
El Clausura 2014 fue el 32.º torneo corto de la Primera División de El Salvador desde la creación del formato de un campeonato Apertura y Clausura por temporada. El equipo defensor del título será el A.D. Isidro Metapán.
Iniciará el 18 de enero y terminará con la Final del Torneo el 25 de mayo.  Al igual que años anteriores, la liga comprenderá 10 equipos compitiendo en formato todos contra todos en dos vueltas haciendo un total de 18 partidos por equipo. Los cuatro mejores equipos al final de la temporada regular tomarán parte de las semifinales. En este torneo se definirá el segundo clasificado a la siguiente Liga de Campeones de la CONCACAF y por medio de la tabla acumulada del Torneo Apertura 2013, el equipo que descenderá a la Segunda División.
En este torneo Luis Ángel Firpo desciende a segunda división 32 años después luego de haber quedado último lugar en la tabla acumulada.

## Equipos participantes
| Equipo                      | Ciudad         | Entrenadores                                | Estadio                              | Capacidad |
| --------------------------- | -------------- | ------------------------------------------- | ------------------------------------ | --------- |
| C.D. Águila                 | San Miguel     | Raúl Martínez Sambulá (1-4) Edwin Portillo  | Estadio Juan Francisco Barraza       | 11.000    |
| Alianza F.C.                | San Salvador   | Alejandro Curbelo                           | Estadio Cuscatlán                    | 54.000    |
| C.D. Atlético Marte         | San Salvador   | Guillermo Rivera                            | Estadio Cuscatlán                    | 43.370    |
| C.D. Dragón                 | San Miguel     | Nelson Ancheta                              | Estadio Juan Francisco Barraza       | 11.000    |
| C.D. FAS                    | Santa Ana      | Efraín Burgos                               | Estadio Óscar Quiteño                | 16.000    |
| A.D. Isidro Metapán         | Metapán        | Jorge Rodríguez                             | Estadio Jorge "Calero" Suárez        | 10.000    |
| C.D. Juventud Independiente | San Juan Opico | Juan Ramón Sánchez                          | Complejo Deportivo de San Juan Opico | 4.000     |
| C.D. Luis Ángel Firpo       | Usulután       | Ramiro Cepeda                               | Estadio Sergio Torres                | 5.000     |
| Santa Tecla F.C.            | Santa Tecla    | Edgar Henríquez                             | Estadio Las Delicias                 | 3.000     |
| C.D. UES                    | San Salvador   | Jorge García (1-5) William Renderos Iraheta | Estadio Universitario                | 10.000    |

## Sistema de competencia
El Torneo como los anteriores consta de dos partes, siendo la primera la que define los clasificados a disputar el campeonato en la segunda fase y en acumulación con su similar del Apertura, la que indica el equipo que descenderá a la Segunda División en la próxima temporada.

### Fase Regular
Constará de un grupo único conformado por los 10 equipos pertenecientes a la Primera División - por derecho o por invitación - y siguiendo un sistema de liga se enfrentarán todos contra todos a visita recíproca - en dos ocasiones, un juego en casa y otro de visita - haciendo un total de 18 jornadas de 5 partidos o 90 partidos en total. El orden de los enfrentamientos fue definido por sorteo ante los representantes de todos los equipos. Luego de finalizadas las 18 jornadas y calculada la clasificación sobre la base de 3 puntos por victoria, 1 por empate y 0 por derrota, los cuatro mejores equipos clasificarán a una fase de eliminación directa. En caso de empate se determinará el lugar de clasificación de la siguiente manera:
- Mayor diferencia de goles entre los clubes empatados en puntos.
- Mayor cantidades de goles a favor entre los clubes empatados en puntos y en diferencia de goles.
- Serie particular en el torneo en curso entre los equipos empatados en puntos, diferencia de goles y mayor cantidad de goles a favor.
- De persistir el empate se decidirá por sorteo.

Un caso particular es cuando dos equipos o más equipos empatan por puntos en la cuarta posición (4°), en este caso debe jugarse un juego extra en campo neutral para definirse la última posición clasificatoria a las semifinales; en caso de que sean más de dos equipos empatados por puntos, se definirán los dos mejor posicionados por los criterios señalados anteriormente y luego procederá el juego extra.
Para este Torneo el equipo que resultado de la clasificación acumulada del presente y el anterior torneo se ubique en la décima posición (10°), será descendido automáticamente salvo que exista otro equipo descendido por causas extradeportivas; en caso de empate en puntos se procederá como lo indicado arriba, hasta llegar a un partido extra en campo neutral entre el 9° y el 10° lugar. Un equipo que aunque hubiere alcanzado las semifinales resultare descendido en el acumulado no podrá participar en la segunda fase y deberá ceder su plaza al siguiente mejor clasificado.

### Fase de Eliminación Directa
La segunda fase del torneo consiste en una eliminación directa (semifinales) a dos partidos entre los cuatro clubes mejor clasificados del torneo regular de la forma:
- Primer lugar (1°) vs. Cuarto Lugar (4°)
- Segundo lugar (2°) vs. Tercer lugar (3°)

En esta fase clasifican los ganadores de la serie particular, definidos primero por el resultado global - suma de los dos resultados - y en caso de empate en este, por la mejor posición en la tabla de la fase regular - favoreciendo a 1° y 2° -.
La Final se realiza en un único partido en campo neutral - generalmente el Estadio Cuscatlán - siendo campeón el equipo que se imponga al otro una vez finalizados los 90 minutos reglamentarios, prórroga o lanzamientos desde el punto penal según corresponda.

## Tabla de posiciones
|  |     | Equipos                     |  | PJ | G  | E | P | GF | GC | Dif. | Pts. |
|  | --- | --------------------------- |  | -- | -- | - | - | -- | -- | ---- | ---- |
|  | 1.  | C.D. FAS                    |  | 18 | 11 | 3 | 4 | 25 | 21 | +4   | 36   |
|  | 2.  | A.D. Isidro Metapán (C)     |  | 18 | 10 | 4 | 4 | 28 | 14 | +14  | 34   |
|  | 3.  | C.D. Juventud Independiente |  | 18 | 8  | 5 | 5 | 28 | 24 | +4   | 29   |
|  | 4.  | C.D. Dragón                 |  | 18 | 6  | 7 | 5 | 23 | 18 | +5   | 25   |
|  | 5.  | Santa Tecla F.C.            |  | 18 | 7  | 4 | 7 | 25 | 24 | +1   | 25   |
|  | 6.  | Alianza F.C.                |  | 18 | 5  | 7 | 6 | 18 | 25 | -7   | 22   |
|  | 7.  | C.D. Atlético Marte         |  | 18 | 5  | 4 | 9 | 28 | 27 | +1   | 19   |
|  | 8.  | C.D. Águila                 |  | 18 | 5  | 4 | 9 | 20 | 26 | -6   | 19   |
|  | 9.  | C.D. UES                    |  | 18 | 5  | 4 | 9 | 21 | 28 | -7   | 19   |
|  | 10. | C.D. Luis Ángel Firpo       |  | 18 | 5  | 4 | 9 | 25 | 34 | -9   | 19   |

- Los primeros 4 clasifican a semifinales

- En caso de empate a puntos, se define según lo indicado en el apartado correspondiente.

## Tabla acumulada
|  |     | Equipos                     |  | PJ | G  | E  | P  | GF | GC | Dif. | Pts. |
|  | --- | --------------------------- |  | -- | -- | -- | -- | -- | -- | ---- | ---- |
|  | 1.  | C.D. FAS                    |  | 28 | 14 | 8  | 6  | 36 | 27 | +9   | 50   |
|  | 2.  | C.D. Atlético Marte         |  | 28 | 13 | 9  | 6  | 49 | 33 | +16  | 48   |
|  | 3.  | C.D. Juventud Independiente |  | 28 | 12 | 9  | 7  | 54 | 36 | +18  | 45   |
|  | 4.  | A.D. Isidro Metapán         |  | 28 | 12 | 9  | 7  | 44 | 34 | +10  | 45   |
|  | 5.  | C.D. Dragón                 |  | 28 | 10 | 8  | 10 | 28 | 27 | +1   | 38   |
|  | 6.  | Alianza F.C.                |  | 28 | 10 | 8  | 10 | 33 | 39 | -6   | 38   |
|  | 7.  | Santa Tecla F.C.            |  | 28 | 7  | 10 | 11 | 35 | 43 | -8   | 31   |
|  | 8.  | C.D. Águila                 |  | 28 | 6  | 10 | 12 | 27 | 36 | -9   | 28   |
|  | 9.  | C.D. UES                    |  | 28 | 8  | 4  | 16 | 32 | 44 | -12  | 28   |
|  | 10. | C.D. Luis Ángel Firpo       |  | 28 | 7  | 7  | 14 | 27 | 46 | -19  | 28   |

- A.D. Isidro Metapán está ya clasificado a la CONCACAF Liga Campeones 2014-15 al ser campeón del Apertura 2013. La otra plaza a la que tiene derecho El Salvador, será ocupada por el campeón del Torneo en curso, y en caso de repetir Metapán, sería el subcampeón con mejor posición en la Tabla Acumulada.

- El último lugar desciende automáticamente a la Segunda División para la próxima campaña. En caso de empate en puntos entre los últimos dos equipos, se define al descendido mediante un juego extra.

## Calendario

### Fase de clasificación
| C.D. UES            | 1 - 2 | Alianza F.C.                | Universitario          | 18 de enero | 17:00 | Canal 4  |
| A.D. Isidro Metapán | 3 - 1 | C.D. Juventud Independiente | Jorge "Calero" Suárez  | 18 de enero | 19:00 | Canal 4  |
| C.D. Dragón         | 1 - 2 | C.D. FAS                    | Juan Francisco Barraza | 19 de enero | 14:30 | Canal 4* |
| C.D. Atlético Marte | 6 - 1 | C.D. Luis Ángel Firpo       | Cuscatlán              | 19 de enero | 15:00 | Canal 4* |
| Santa Tecla F.C.    | 2 - 0 | C.D. Águila                 | Las Delicias           | 19 de enero | 15:30 | Canal 21 |

| C.D. Luis Ángel Firpo       | 3 - 1 | C.D. UES            | Sergio Torres          | 25 de enero | 18:00 | No transmitido  |
| C.D. FAS                    | 1 - 0 | C.D. Atlético Marte | Óscar Quiteño          | 25 de enero | 19:00 | Canal 4         |
| C.D. Águila                 | 1 - 2 | A.D. Isidro Metapán | Juan Francisco Barraza | 25 de enero | 19:00 | Canal 4** 21:00 |
| C.D. Juventud Independiente | 0 - 0 | C.D. Dragón         | Complejo Deportivo     | 26 de enero | 15:00 | Canal 4*        |
| Alianza F.C.                | 2 - 0 | Santa Tecla F.C.    | Las Delicias           | 26 de enero | 15:00 | Canal 4*        |

| C.D. Atlético Marte | 1 - 3 | C.D. Juventud Independiente | Cuscatlán              | 29 de enero | 15:30 | No transmitido |
| C.D. UES            | 0 - 1 | C.D. FAS                    | Universitario          | 29 de enero | 18:00 | Canal 4        |
| Santa Tecla F.C.    | 0 - 1 | C.D. Luis Ángel Firpo       | Sergio Torres          | 29 de enero | 18:00 | No transmitido |
| A.D. Isidro Metapán | 1 - 1 | C.D. Dragón                 | Jorge "Calero" Suárez  | 29 de enero | 19:00 | No transmitido |
| C.D. Águila         | 1 - 0 | Alianza F.C.                | Juan Francisco Barraza | 29 de enero | 19:00 | No transmitido |

| C.D. Luis Ángel Firpo       | 2 - 1 | C.D. Águila         | Sergio Torres          | 8 de febrero | 18:00 | Canal 4        |
| C.D. FAS                    | 2 - 1 | Santa Tecla F.C.    | Óscar Quiteño          | 8 de febrero | 19:00 | No transmitido |
| C.D. Dragón                 | 0 - 2 | C.D. Atlético Marte | Juan Francisco Barraza | 9 de febrero | 14:30 | No transmitido |
| C.D. Juventud Independiente | 2 - 0 | C.D. UES            | Complejo Deportivo     | 9 de febrero | 15:00 | Canal 4*       |
| Alianza F.C.                | 0 - 3 | A.D. Isidro Metapán | Cuscatlán              | 9 de febrero | 15:00 | Canal 4*       |

| C.D. UES            | 0 - 3 | C.D. Dragón                 | Universitario          | 15 de febrero | 17:00 | Canal 4        |
| C.D. Águila         | 0 - 0 | C.D. FAS                    | Juan Francisco Barraza | 15 de febrero | 19:00 | Canal 4        |
| A.D. Isidro Metapán | 1 - 3 | C.D. Atlético Marte         | Jorge "Calero" Suárez  | 15 de febrero | 19:00 | No transmitido |
| Alianza F.C.        | 2 - 2 | C.D. Luis Ángel Firpo       | Cuscatlán              | 16 de febrero | 15:00 | Canal 4        |
| Santa Tecla F.C.    | 2 - 2 | C.D. Juventud Independiente | Las Delicias           | 16 de febrero | 15:30 | Canal 21       |

| C.D. Luis Ángel Firpo       | 1 - 3 | A.D. Isidro Metapán | Sergio Torres          | 22 de febrero | 18:00 | Canal 4** 21:00 |
| C.D. FAS                    | 2 - 0 | Alianza F.C.        | Óscar Quiteño          | 22 de febrero | 19:00 | Canal 4         |
| C.D. Dragón                 | 1 - 1 | Santa Tecla F.C.    | Juan Francisco Barraza | 22 de febrero | 19:00 | No transmitido  |
| C.D. Juventud Independiente | 3 - 2 | C.D. Águila         | Complejo Deportivo     | 23 de febrero | 15:00 | Canal 4*        |
| C.D. Atlético Marte         | 2 - 1 | C.D. UES            | Cuscatlán              | 23 de febrero | 15:30 | Canal 4*        |

| Santa Tecla F.C.      | 0 - 0 | C.D. Atlético Marte         | Las Delicias           | 26 de febrero | 18:00 | Canal 21        |
| C.D. Luis Ángel Firpo | 1 - 2 | C.D. FAS                    | Sergio Torres          | 26 de febrero | 18:30 | No transmitido  |
| Alianza F.C.          | 0 - 0 | C.D. Juventud Independiente | Cuscatlán              | 26 de febrero | 19:00 | Canal 4** 22:00 |
| C.D. Águila           | 1 - 1 | C.D. Dragón                 | Juan Francisco Barraza | 26 de febrero | 19:00 | No transmitido  |
| A.D. Isidro Metapán   | 1 - 2 | C.D. UES                    | Jorge "Calero" Suárez  | 26 de febrero | 19:00 | No transmitido  |

La marca (*) se refiere a partidos transmitidos a intervalos por la televisora

La marca (**) se refiere a partidos transmitidos en diferido

### Fase final
|  | Semifinales                    | Semifinales                    | Semifinales                    |      |           | Final              | Final              |  |
|  | 10 y 11 (Ida) 17 y 18 (Vuelta) | 10 y 11 (Ida) 17 y 18 (Vuelta) | 10 y 11 (Ida) 17 y 18 (Vuelta) |      |           | 25 de mayo de 2014 | 25 de mayo de 2014 |  |
|  |                                |                                |                                |      |           |                    |                    |  |
|  |                                |                                |                                |      |           |                    |                    |  |
|  | Fas                            | 0                              | 0                              |      |           |                    |                    |  |
|  | Fas                            | 0                              | 0                              |      |           |                    |                    |  |
|  | CD Dragon                      | 1                              | 0                              |      |           |                    |                    |  |
|  | CD Dragon                      | 1                              | 0                              |      | CD Dragon | 0(5)               |                    |  |
|  |                                |                                |                                |      | CD Dragon | 0(5)               |                    |  |
|  |                                |                                | Isidro Metapan                 | 0(6) |           |                    |                    |  |
|  | Isidro Metapan                 | 2                              | Isidro Metapan                 | 0(6) | 2         |                    |                    |  |
|  | Isidro Metapan                 | 2                              |                                |      | 2         |                    |                    |  |
|  | Juventud Independiente         | 2                              | 0                              |      |           |                    |                    |  |
|  | Juventud Independiente         | 2                              | 0                              |      |           |                    |                    |  |
|  |                                |                                |                                |      |           |                    |                    |  |

| Bandera de El Salvador           |
| Campeón Isidro Metapan 9° título |

## Premios y reconocimientos

### Hombre Gol - El Gráfico
| Pos. | Nac.                   | Jugador           | Equipo                      | G  |  |
| ---- | ---------------------- | ----------------- | --------------------------- | -- |  |
| 1.   | Bandera de Honduras    | Williams Reyes    | C.D. Dragón                 | 12 |  |
| 2.   | Bandera de Puerto Rico | Héctor Ramos      | A.D. Isidro Metapán         | 10 |  |
| 2.   | Bandera de Panamá      | Nicolás Muñoz     | A.D. Isidro Metapán         | 10 |  |
| 2.   | Bandera de El Salvador | Alexander Larín   | C.D. FAS                    | 10 |  |
| 2.   | Bandera de El Salvador | Ricardo Ferreira  | Santa Tecla F.C.            | 10 |  |
| 3.   | Bandera de Panamá      | Anel Canales      | C.D. Luis Ángel Firpo       | 9  |  |
| 4.   | Bandera de Uruguay     | Jesús Toscanini   | C.D. Juventud Independiente | 7  |  |
| 5.   | Bandera de Argentina   | Cristian Sánchez  | C.D. Águila                 | 6  |  |
| 5.   | Bandera de El Salvador | Erick Molina      | C.D. Atlético Marte         | 6  |  |
| 5.   | Bandera de Jamaica     | Jermaine Anderson | C.D. Águila                 | 6  |  |

- El premio se entrega conforme a lo indicado en el Reglamento Hombre Gol - El Gráfico